# Windy City Riot (2024)
Windy City Riot 2024 fue un evento de lucha libre profesional producido por la empresa New Japan Pro-Wrestling (NJPW), que tuvo lugar el 12 de abril de 2024 desde el Wintrust Arena en Chicago, Illinois.

## Producción
El 5 de enero de 2024, durante evento New Year Dash!!, se anunció una segunda edición del evento Windy City Riot, llevándose a cabo nuevamente en la ciudad de Chicago.

## Resultados
En paréntesis se indica el tiempo de cada combate:
- Kickoff: Matt Vandagriff derrotó a Zane Jay (3:33).
  - Vandagriff cubrió a Jay después de un «Styles Clash».
- Kickoff: Trish Adora y Alex Windsor derrotaron a Viva Van y Mina Shirakawa (7:03).
  - Windsor cubrió a Van después de un «GTF».
- Ren Narita derrotó a Minoru Suzuki (7:43).
  - Narita cubrió a Suzuki después de un «Double Cross».
- Stephanie Vaquer derrotó a AZM y retuvo el Campeonato Femenino STRONG (10:50).
  - Vaquer cubrió a AZM después de un «Package Backbreaker».
  - Después de la lucha, Alex Windsor confrontó a Vaquer.
- TMDK (Shane Haste & Mikey Nicholls) derrotaron a Guerrillas of Destiny (El Phantasmo & Hikuleo) (c), West Coast Wrecking Crew (Jorel Nelson & Royce Isaacs) y Fred Rosser & Tom Lawlor y ganaron el Campeonato en Parejas de Peso Abierto STRONG (9:56).
  - Haste cubrió a Nelson después un «Leg Lace Jackknife».
- Shota Umino derrotó a Jack Perry (15:04).
  - Umino cubrió a Perry después de revertir un «GTS» en un «Death Rider».
- Mustafa Ali derrotó a Hiromu Takahashi (15:08).
  - Ali cubrió a Takahashi después de un «450 Splash».
  - El Campeonato de la División X de TNA de Ali no estuvo en juego.
- Bullet Club War Dogs (Gabe Kidd, David Finlay, KENTA & Clark Connors) derrotaron a Eddie Kingston, Jeff Cobb, TJP y Homicide en un Riot Rules Tag Match (17:58). 
  - Kidd cubrió a Homicide después de un «Drill a Hole Piledriver».
  - Después de la lucha, Kingston retó a Kidd a un Last Man Standing Match por el Campeonato de Peso Abierto STRONG.
- Zack Sabre Jr. derrotó a Matt Riddle y ganó el Campeonato Mundial Televisivo de NJPW (13:15).
  - Sabre forzó a Riddle a rendirse con un «Crucifix».
- Nic Nemeth derrotó a Tomohiro Ishii (14:07).
  - Nemeth cubrió a Ishii después de un «Danger Zone».
  - El Campeonato Global Peso Pesado de la IWGP de Nemeth no estuvo en juego.
- Jon Moxley derrotó a Tetsuya Naito y ganó el Campeonato Mundial Peso Pesado de la IWGP (20:21).
  - Moxley cubrió a Naito después de dos «Death Rider» consecutivos.
  - Después de la lucha, Ren Narita atacó a Moxley, pero fue detenido por Shota Umino.